# UFC 98
UFC 98: Evans vs. Machida foi um evento de artes marciais mistas promovido pelo Ultimate Fighting Championship, ocorrido em 23 de maio de 2009 no MGM Grand Garden Arena em Las Vegas, Nevada. A luta principal foi pelo Cinturão Meio-Pesado do UFC entre o campeão Rashad Evans e o desafiante Lyoto Machida.
Esta foi a primeira disputa de cinturão do UFC por dois lutadores até então invictos. Lyoto Machida, até então pouco conhecido, ganhou os holofotes do mundo das lutas ao nocautear o favorito Evans com um soco no queixo. A vitória lhe rendeu o prêmio de Nocaute da Noite, no valor de 60 000 dólares, e o cinturão dos meio-pesados.

## Resultados
Nota 1 Pelo Cinturão Meio-Pesado do UFC.

## Bônus da Noite
Lutadores receberam um bônus de US$ 60.000
- Luta da noite:  Matt Hughes contra  Matt Serra
- Nocaute da Noite:  Lyoto Machida
- Finalização da noite:  Brock Larson

## Ligações Externas
- Página do evento

1. ↑  «UFC 98: Evans vs. Machida Resultados das lutas - ESPN (BR)». ESPN. Consultado em 14 de janeiro de 2025
2. ↑  «Grandes Lutas: Lyoto entorta Rashad com nocaute, fatura cinturão, mas pai não comemora». ge. 4 de janeiro de 2021. Consultado em 14 de janeiro de 2025

1. ↑  Nota 1